# Samsung Omnia Pro B7610
Samsung GT-B7610 Omnia Pro Louvre (Omnia PRO, Louvre) — коммуникатор, слайдер с сенсорным дисплеем, созданный на базе процессора Samsung S3C6410 (реализация ARM 1176) и операционной системы Windows Mobile 6.5 (в ранних прошивках использовалась версия 6.1).

## Описание
Samsung GT-B7610 Omnia Pro Louvre позиционируется как коммуникатор для деловых людей, бизнесменов. Пользовательский интерфейс представлен собственной разработкой Samsung — TouchWiz II. Конкурентами данного устройства являются HTC Touch Pro2 Tilt 2 T7373, Acer S200, Sony Ericsson XPERIA X2

## Технические характеристики
- Сеть: GSM(850/900/1800/1900)/GPRS(Class 10)/EDGE (Class 10)/HSDPA (3.6 Mbps)
- ОС: Windows Mobile 6.5 Professional;
- Графическая оболочка: TouchWiz II;
- Процессор: Samsung S3C6410 667MHz, в режиме АВТО достигающий 845 MHz. Видеоускоритель встроен в процессор;
- Дисплей: 3,5-дюймовый сенсорный резистивный AMOLED 480×800 точек (267 ppi), глубина цвета — 16 бит/16 мил. цветов (эффективных 65 тыс. цветов (отсутствует поддержка мультитач);
- Камеры: основная — 5-мегапиксельная (2592 x 1944 пикс.) с двойной светодиодной вспышкой, фронтальная VGA-камера — 0,3-мегапиксельная;
- Память: RAM — 256 МБ, флеш — 1 или 2 ГБ и слот для карт microSD/microSDHC (до 32 ГБ);
- Модули/приёмники: GPS c a-GPS, FM-радио с RDS;
- Датчики: ускорений (акселерометр), освещённости, сенсор приближения, G-Sensor;
- Коммуникации: Wi-Fi b/g с поддержкой DLNA, Bluetooth 2.0 + EDR+A2DP, USB 2.0, microUSB, 3,5 мм разъём для гарнитуры/TV-выход;
- Хард-кнопки: приём вызова, отбой вызова, W&H, блокировка/разблокировка аппарата, активация работы камеры, возврат в предыдущее меню;
- Аккумулятор: съёмная Li-Ion батарея ёмкостью 1500 мАч;
- Размеры и масса: 112.6 × 57.8,6 × 16,2 мм, 159 г;

## Интересные факты
- В первых версиях, разъём Jack 3,5 был скрыт одной цельной заглушкой вместе с MicroUSB разъёмом — впоследствии это исправили и разделили на 2 независимые заглушки;